# Quebrada de Soga
Quebrada de Soga är ett periodiskt vattendrag i Chile.   Det ligger i regionen Región de Tarapacá, i den norra delen av landet, 1 500 km norr om huvudstaden Santiago de Chile.
Omgivningen kring Quebrada de Soga är ofruktbar med liten eller ingen växtlighet och området är nästan obefolkat , med mindre än två invånare per kvadratkilometer.